# Luis Alberto Salcines
Luis Alberto Salcines Pérez (Santander, Cantabria, 1952) es un escritor, antólogo, editor y crítico español. Licenciado en Ciencias Físicas, exprofesor de Enseñanza Secundaria, participa activamente en la vida cultural cántabra como comisario de exposiciones, colaborador en publicaciones y emisoras locales de radio y televisión, columnista o jurado de premios literarios y de artes plásticas. Codirigió la galería de arte Puntal 2 (Torrelavega), dirigió la sala de exposiciones Canela (Oviedo), presidió la Fundación Bruno Alonso (Santander), compartió hasta 2015 con Javier Fernández Rubio las labores editoriales en El Desvelo y codirige con Miguel Ibáñez la colección de poesía A la sombra de los días.
Fue nombrado Hijo Adoptivo de Cangas de Onís, 2015 y de San Vicente de la Barquera, 2023.[cita requerida]

## Libros
- El arte como comunicación (Conversaciones con 33 artistas montañeses actuales).
- Mauro Muriedas: su vida y su obra.
- Jesús Otero, la piedra viva.
- Jesús Otero, poeta de la piedra.
- Gerardo Alvear, el pintor de la bahía.
- José Luis Hidalgo para niños.
- Cangas de Onís: a la sombra de Covadonga y el Puente Romano.
- 21 Interiores de Cantabria (Entrevistas con 21 personalidades de Cantabria).
- San Vicente de la Barquera, quieto espejo de agua (con fotografías de Pedro Palazuelos).
- Desde la bahía (poemas de autores cántabros con fotografías de Pedro Palazuelos).
- La sombra recobrada (aproximación, en colaboración con José María Lafuente, a la vida y la obra de Pablo Beltrán de Heredia).
- Poética de la línea y el color en José Luis Hidalgo.
- San Vicente de la Barquera. Imágenes de la memoria.
- Julio de Pablo, el poeta que hablaba en colores (coautoría con José Ramón Rodríguez Altónaga).
- Calle San Pelayo.

## Antologías
- Poetas de Cantabria, hoy (Antología de 11 poetas de Cantabria).
- Poetas de Cantabria en el aula (Antología de 16 poetas de Cantabria).
- Voces poéticas de Cantabria: 1977-2002 (Antología de poetas de Cantabria).
- Todas direcciones (Antología de poetas de Asturias).
- 25 Años de Creación Poética en Cantabria (selección de poetas de Cantabria al cumplirse 25 años de Autonomía).[1]
- Poetas de Asturias en Cangas de Onís (Antología de 20 poetas asturianos actuales).
- Haz de rectas (Selección de poetas cántabros en el CEPA de Santander).
- Patio de recreo (Poesía para niños de todas las edades, en Cantabria).

## Ediciones
- Colección de poesía Anjana:

1981 - Elegías y Fragmentos (Ángel Sopeña).
1981 - La raíz del alba (Gloria Ruiz).
1983 - Verso (Fidel de Mier).
1983 - Nueva vieja estancia (Ana María Navales).
- Colección de poesía La Grúa de Piedra: desde 2009. Títulos publicados:

1 – Nuevos retales del sastre. Poemas reunidos 2002-2009 (Ángel Sopeña).
2 – Memoria para seguir un rastro (Ana García Negrete).
3 – Los poemas ásperos (2004-2009) (Fernando Abascal).
4 – Pablo Neruda y una familia de lobos (Jorge Riechmann).
5 – Contrabando. Poemas súbitos (Isaac Cuende).
6 – Puntos de apoyo (Marcos Díez).
7 – Funerales celestes (Vicente Gutiérrez).
8 – El río del tiempo (José Ángel Crespo).
9 – Arena y nada. Poemas de vario tiempo y lugar (José Luis García Martín).
10 – Fábulas y parábolas (Miguel Ibáñez).
11 – Disparos al aire (Fernando Llorente).
12 – Mujeres de mimbre (Raquel Serdio).
13 – Mirador del vigía (Rosario de Gorostegui).
14 - Un alma de película de Hawks (Luis Alberto de Cuenca).
15 - Patio de recreo (Poesía para niños de todas las edades, en Cantabria. Edición de Luis Alberto Salcines).
16 - Estancia fugitiva (Aurelio González Ovies).
17 - Bosphorus (Almudena Campuzano).
18 - El instante y su asombro (Haikus escritos en el septentrión) (Varios autores).
19 - Más Liébana (Antonio Casares).

## Coediciones
- Colección de poesía A la sombra de los días:

1 - El tiempo vertical (Marta San Miguel).
2 - Versión externa (Maribel Fernández Garrido).
3 - El pacto (Pablo Sánchez).
4 - Mudanzas del corazón (Eneko Vilches).
5 - Torre Hölderlin (Fernando Abascal).
6 - Y dices tu nombre (Ana García Negrete).
7 - Baltiamor (Antonio Casares).
8 - Cuatro caminos (Pedro J. de la Peña).
9 - Canción interior (Francisco Jimeno).
10 - Nada personal (Carlos Villar Flor).
11 - ,Um? (Poesías 1999/2029) (Paul Herrera Ceballos).
12 - Murciélagos de hierro (Araceli González Vázquez).
13 - Las escamas del frío (Daniel Guerra de Viana).
14 - Breve manual para efectuar con éxito aterrizajes de emergencia (Julio Ceballos).
15 - Lamberto Ricci (Javier Fernández Rubio).
16 - Cuarto menguante (Ana Rodríguez de la Robla).
17 - Caja de musgo y dragones (Dori Campos).
18 - El tren de los Urales (Marisa Campo Martínez).
19 - Fruta para el camino (Fernando Gómez Aguilera).
20 - A mi indebido tiempo (Luis Malo Macaya).
21 - Las variaciones insensibles (Elda Lavín).
22 - La medida del tiempo (Javier Menéndez Llamazares).
23 - Lamentos terrenales (Juan José Roiz de la Parra).
24 - Desvelo (María Elena Martínez Abascal).
25 - El jardín y la herida (Mercedes Ibáñez).
26 - El canto de tu mano izquierda (Néstor Carmona).
27 - Cosas de lobos (Jesús Salceda).
28 - Los durmientes sin sueño (Noé Ortega).